# Richard William Heneker
Pour les articles homonymes, voir Heneker.
Richard William Heneker (2 mai 1823, Irlande - 15 août 1912) est un homme d'affaires canadien d'origine irlandaise. À la suite de son immigration au Canada en 1855, il s'établit à Sherbrooke, au Québec. Après une longue carrière dans les affaires à Sherbrooke, il quitta le Canada en 1902 pour retourner vivre sa retraite en Angleterre.
Pendant une cinquantaine d'années, Heneker a été un homme d'affaires et un leader influent dans les Cantons-de-l'Est à la fin du XIXe siècle. Pendant toute sa vie au Canada, il poursuivit deux missions, soit de permettre aux anglophones de la région de Sherbrooke de s'émanciper et bâtir une économie régionale contrôlée par des résidents des Cantons-de-l'Est.

## Enfance et études
Richard William Heneker a suivi un programme d'études à l'University College de Londres. Subséquemment, il aurait étudié l’architecture par des cours privés.

## Biographie
Carrière en Angleterre
À l'âge de 19 ans, Heneker est embauché par la firme de Charles Barry, architecte des édifices du palais de Westminster (Londres). Il y travailla jusqu'à la fin des années 1840, puis se lança à son compte toujours en architecture. En de nombreuses occasions, Heneker exposa des dessins à la Royal Academy of Arts. Par exemple, en 1846, Heneker remporta dans un concours de cette académie le deuxième prix pour l’esquisse d’une gare de chemin de fer. Au début des années 1850, il était membre associé du Royal Institute of British Architects; il exploitait un bureau de services professionnels d'architectes avec un collègue, Frederick Lawford.
Carrière en affaire au Canada
Heneker immigre au Canada en 1855 en passant par Lowell, au Massachusetts, aux États-Unis. Après des consultations à Lowell, Heneker s'établit à Sherbrooke.
Heneker s'impliqua grandement dans la direction des affaires à Sherbrooke. En 1855, la British American Land Company le nomme commissaire de Sherbrooke. Cette société avait été constituée en 1832 sous la direction de John Galt et de plusieurs investisseurs. La mission de la société consistait à acquérir et à gérer le développement de 800 000 acres (3 237 km2) de Terre de la Couronne dans les Cantons-de-l'Est (Québec). Ce développement visait à aider les sujets britanniques à s'établir dans cette région du Bas-Canada dans le cadre de la grande vague d'immigration irlandaise. Richard William Heneker dirigea cette «compagnie des terres» pendant 47 ans.
En 1866, Heneker devient actionnaire cofondateur de la manufacture Paton & Co. Heneker avec quatre autres hommes d'affaires. Cette société fut rebaptisée en 1868 Compagnie manufacturière Paton de Sherbrooke). Heneker exerça le rôle de président de cette société dont l'usine de lainages s'est avérée le principal employeur de la ville pendant une grande partie de la fin du XIXe siècle.
Heneker est inscrit comme cofondateur de la Eastern Townships Bank. En 1874, il devient président de la banque. En sus, de 1892 à 1902, Heneker a été président de la Sherbrooke Gas and Water Company. La British American Land Company avait cédé en location des propriétés situées en bordure des plus grosses chutes de la ville à la Sherbrooke Gas and Water Company,.
En 1888, Heneker a comparu devant la Commission royale d'enquête sur le capital et le travail au Canada.
Les propriétés foncières de la British American Land Company dans la région de Sherbrooke sont passées de 1 200 acres en 1857 à 607 acres en 1884. La vision d'affaire de Heneker était de faire l'exploitation des propriétés de la région de Sherbrooke, plutôt que de les vendre. Les actionnaires londoniens de la société décidèrent de restreindre les pouvoirs de Heneker comme promoteur immobilier; ils lui ordonnèrent de procéder à la liquidation des avoirs de la société.
Implication communautaire
En sus de son rôle d'homme d'affaires, Heneker s'impliqua en politique municipale et sur le plan communautaire avec la population protestante et anglophone des Cantons-de-l'Est. En 1859, il adhéra au conseil d'administration du Bishop's College School de Lennoxville. Il devint vice-chancelier et président du conseil en 1875; de 1878 à 1900, Heneker est chancelier.
Heneker est aussi considéré comme le fondateur du Sherbrooke Hospital en ayant dirigé la campagne en vue de son établissement. Il exerça le rôle de premier président de 1888 à 1902 du conseil d'administration de cet hôpital. En sus, Heneker a été membre associé (non votant)  de 1876 à 1881 du comité protestant du Conseil de l’instruction publique, membre ordinaire de 1881 à 1900, puis président du comité de 1892 à 1900. Heneker fut impliqué à divers titres au sein de l’Église d'Angleterre, notamment en tant que délégué à des synodes diocésains, provinciaux et généraux.
Par ailleurs, Heneker est venu en aide à plusieurs sociétés de colonisation des Cantons-de-l’Est, lesquelles avaient comme mission de recruter des colons de langue anglaise.
Implication en politique
Heneker est candidat à l'élection provinciale de 1867 dans la circonscription de Sherbrooke. Toutefois, son adversaire Joseph Gibb Robertson est élu.
Heneker est élu conseiller municipal de Sherbrooke en 1867-1868, puis en 1876 à 1882. Il est élu comme maire de la ville de Sherbrooke, le 20 janvier 1868, succédant ainsi à Joseph Giibb Robertson. Il fut élu à nouveau à la mairie par les conseillers municipaux pour un an en 1877.
Son premier mandat fut de courte durée. En son absence, le Conseil de ville autorise le 31 mai 1869 l'achat obligatoire de 2000 actions de la Sherbrooke Eastern Townships & Kennebec Railway. Heneker est souvent absent des réunions du Conseil de ville; conséquemment, il ne peut compléter son mandat de maire. Ainsi, il est remplacé, lors d'une élection anticipée, par Joseph Gibb Robertson.